# Plecoptera punctilineata
Plecoptera punctilineata là một loài bướm đêm trong họ Erebidae.